# Werner Berg

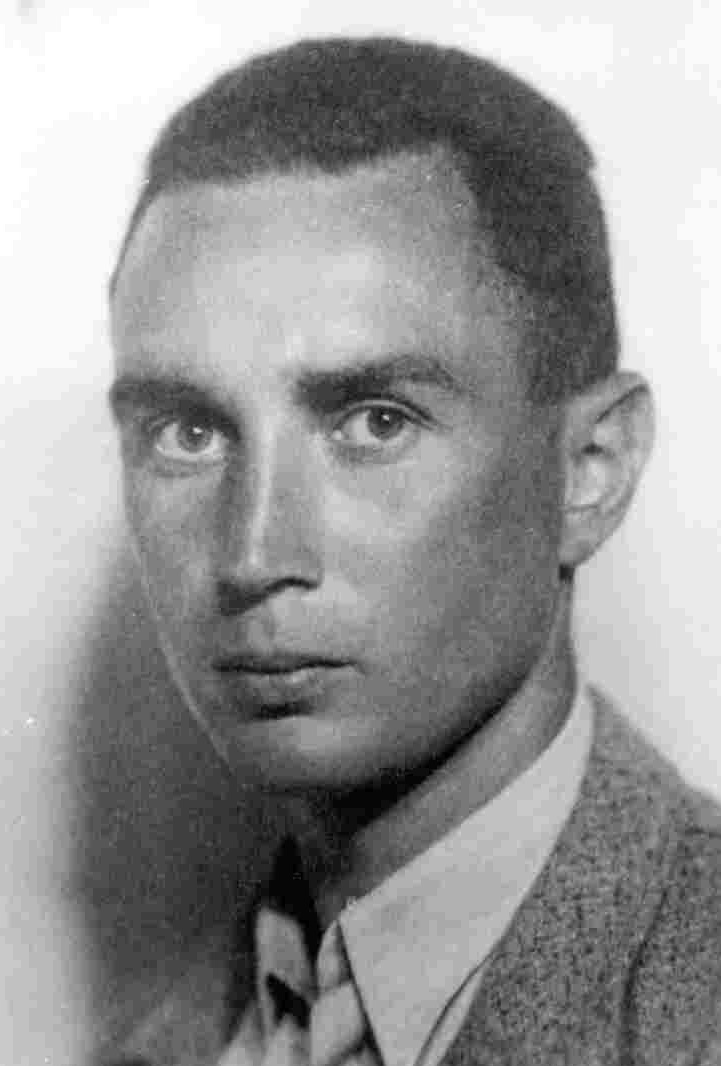
Werner Berg, 1934

Werner Berg (* 11. April 1904 Elberfeld; † 7. September 1981 in Gallizien, Kärnten) war ein deutsch-österreichischer Maler. 1931 ließ er sich auf einem entlegenen Bauernhof in Kärnten nieder. Auf seinem Rutarhof im Grenzgebiet zu Slowenien suchte Werner Berg eine Existenz „nahe den Dingen“. Werner Berg gelang es, die Alltagswirklichkeit seiner Umgebung zu eindringlichen Zeichen zu verdichten. Bei allem formalen Anspruch sind die Bilder Werner Bergs zugleich Dokumente: Sie geben Zeugnis von einem Menschenschlag an der Grenze zwischen deutschem und slawischem Sprachraum und sie halten eine sich nur zögernd und allmählich aus alten agrarischen Bindungen lösende Lebensform fest.

## Leben
Hans Werner Berg war das jüngste von vier Kindern. Sein Vater Josef Berg war von Beruf Techniker. Die bestimmende Kraft des wohlhabenden elterlichen Hauses war die Mutter, Mathilde Clara Berg geb. an der Heiden. Sie hatte bereits in den 1890er Jahren, kurz nach ihrer Vermählung, in Eigeninitiative eine erfolgreiche Spielwarenhandlung gegründet. Bald konnte das Wohn- und Geschäftshaus der Familie in Elberfeld in der Schwanenstraße 52–54, in unmittelbarer Nachbarschaft zum Von der Heydt-Museum, zu einem ansehnlichen Haus mit zwei Geschäfts- und Wohnetagen umgebaut werden. Werner Berg besuchte das Realgymnasium Elberfeld. In seiner Freizeit hielt er sich gerne auf den Bauernhöfen in der ländlichen Umgebung Elberfelds auf. Der Erste Weltkrieg erschütterte das geordnete Familienleben. Werner Bergs Bruder Alfred fiel in einer der Marne-Schlachten, ebenso der Verlobte der Schwester. Auch sein Bruder Walter wurde verwundet und galt monatelang als vermisst. Gebrochen durch diese Verluste, starb 1917 der Vater. Werner Berg musste sich seinen ursprünglichen Traum, Maler zu werden, vorerst versagen. Nach dem Abitur begann er 1922 eine Handelslehre in einem Industriebetrieb. Wegen seiner Fremdsprachenkenntnisse sollte er die Leitung einer Auslandsfiliale in Südamerika übernehmen. 1923 begann Werner Berg jedoch ein Studium der Handelswissenschaften und ging 1924 nach Wien, wo er bei Othmar Spann Volkswirtschaft und Gesellschaftslehre inskribierte. Nachdem er 1927 mit Auszeichnung promoviert worden war, wurde ihm eine Assistentenstelle an der Universität angeboten.
Nun konnte er den seit der Kindheit gehegten Wunsch, Maler zu werden, verwirklichen. Bereits 1924 hatte Werner Berg auf der Universität seine Studienkollegin und Gefährtin Amalie „Mauki“ Kuster kennengelernt. Mauki, im selben Jahr wie Werner Berg promoviert, unterstützte die Ideen des Gefährten rückhaltlos. Gemeinsam beschloss das junge Paar, sich später als Bauern auf dem Land anzusiedeln. Im Herbst 1927 wurde Werner Berg an der Wiener Akademie Schüler von Karl Sterrer. Doch er war von Sterrers sturen Strenge bald abgestoßen und wechselte 1929 als Meisterschüler zu Karl Caspar an die Münchner Akademie. Viele Reisen prägten die Studienzeit Werner Bergs. Im Oktober 1928 wurde in Salzburg Werner Bergs erste Tochter Ursula geboren.

### Jahre des Beginnens auf dem Rutarhof

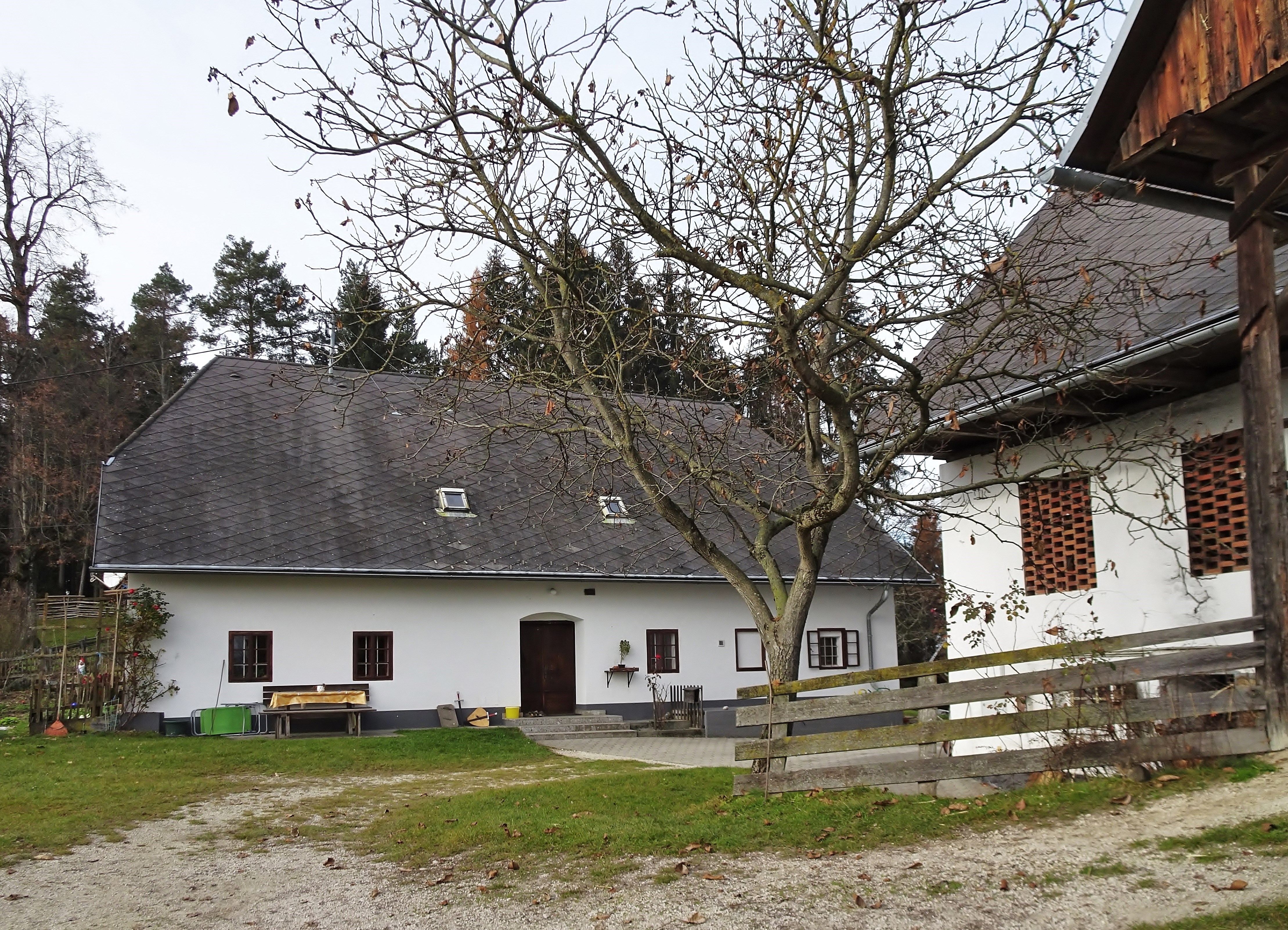
Rutarhof (2015)

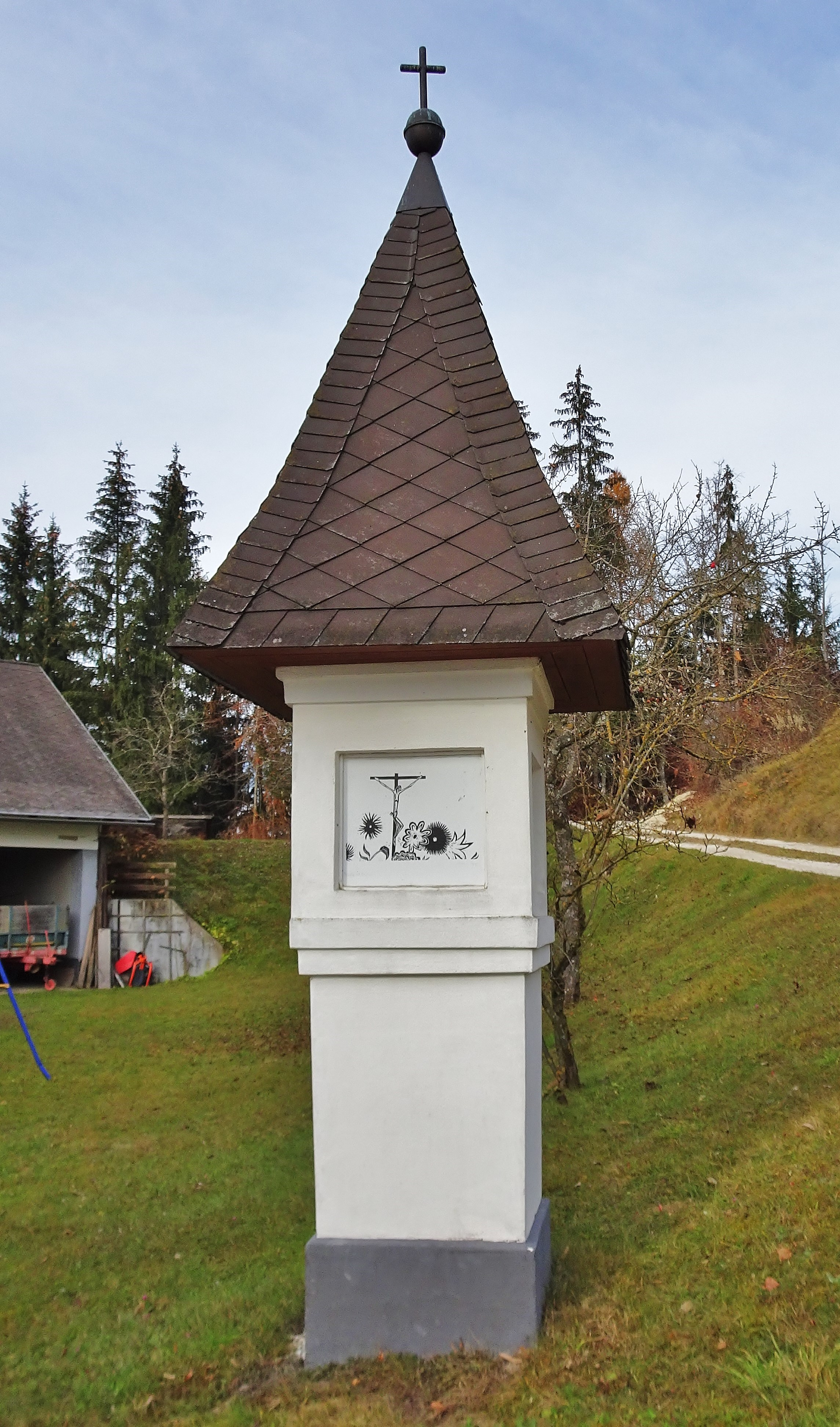
Von Werner Berg gestalteter Bildstock an der Einfahrt zum Rutarhof

In den Sommermonaten 1929 fuhr Werner Berg erstmals nach Kärnten. 1930 heiratete er Mauki Kuster in München, doch die junge Familie hielt sich bereits den Großteil des Jahres in Kärnten auf. Ein Bauernhof wurde zum Kauf gesucht und erworben. Der Rutarhof war mit 22 Hektar eine kleine Landwirtschaft, auf kargen Konglomerat- und Schotterterrassen hoch über dem Tal im Ortsteil Unterkrain der Gemeinde Gallizien gelegen. Das mit Holzschindeln gedeckte Haus war bis in die 1960er Jahre ohne elektrischen Strom und Fließwasser, die landwirtschaftlichen Produktionsbedingungen unterschieden sich kaum von denen der zurückliegenden Jahrhunderte. Doch Werner Berg suchte ein Leben voll unmittelbarer Anschauung, das in sich Sinn haben sollte. Er wollte das Leben eines Bauern leben, trotz all der damit verbundenen zeitlichen Beschränkungen für seine Malerei. Die Erträge der Landwirtschaft sollten ihn auch unabhängig von allen Zwängen des Kunstbetriebes machen. Im März 1931 zog Werner Berg mit seiner Familie und seinem Freund Kurt Sachsse in den Rutarhof ein. Über einem alten Schafstall baute er sich ein Atelier mit großem nordseitigen Fenster. Die zweite Tochter Klara wurde geboren. Bei seiner Ansiedlung auf dem Rutarhof brach Werner Berg auch radikal mit allem an den Akademien bisher Erlernten. Unter dem Einfluss Emil Noldes, mit dem er in Briefkontakt trat, suchte er eine flächige, bewusst primitive Malweise. Ausgangspunkt seiner Bilder waren nun kleinformatige Skizzen, unterwegs bei den vielen Gelegenheiten, wo die Bauern zusammentrafen, entstanden, in denen bereits die wesentliche Bildidee formuliert war.
Im Jänner 1932 fuhr Werner Berg auf Einladung Emil Noldes nach Berlin. Emil und Ada Nolde nahmen ihn gastlich auf und machten ihn auch mit dem Maler Werner Scholz bekannt. Zu Pfingsten 1933 besuchten Ursel und Werner Scholz den Rutarhof. Auch 1933 suchte Werner Berg Emil Nolde in Berlin auf. Dieser begegnete Werner Berg mit Wertschätzung und war gleichzeitig bedacht, den jungen Künstler nicht zu sehr zu beeinflussen. Im Jänner 1934 zeigte – auf Vermittlung Emil Noldes – die renommierte Galerie Von der Heyde am Schöneberger Ufer in Berlin eine Einzelausstellung Werner Bergs, die in der Folge von mehreren deutschen Kunsthäusern übernommen wurde. In einem Zustand starker Nervenanspannung brach Werner Berg jedoch die Beziehung zu seinem „väterlichen Freund“ Emil Nolde ab. Was ihn dazu veranlasst hatte, ist bis heute unklar. Auch die Freundschaft zu Ursel und Werner Scholz zerbrach. Auf dem Rutarhof wurde Werner Bergs Sohn Veit geboren. Im Herbst 1934 trat Werner Berg in Briefkontakt mit Herbert Boeckl.
Die kargen Erträge des Hofes hatten die Familie in arge wirtschaftliche Bedrängnis gebracht. Die ursprüngliche Idee, das Projekt Rutarhof auch durch Bildverkäufe zu finanzieren, wurde aufgrund der immer stärker eingeschränkten Verkaufsmöglichkeiten in Deutschland unmöglich. Eine polizeiliche Sperre der Einzelausstellung Werner Bergs im Kölner Kunstverein als „nicht dem gesunden Volksempfinden entsprechend“ sollte erster Hinweis auf die spätere Beurteilung als entarteter Künstler sein. Im selben Jahr 1935 erhielt Werner Berg jedoch noch den begehrten Nürnberger Albrecht-Dürer-Preis. Herbert Boeckl versuchte eine Beteiligung Werner Bergs auf der Brüsseler Weltausstellung durchzusetzen. Den Sommer 1935 verbrachte Herbert Boeckl in unmittelbarer Nachbarschaft zum Rutarhof in Unterkrain. Dort wurde Boeckls Tochter Eleonore geboren, auch Werner Bergs Tochter Hildegard kam auf dem Rutarhof zur Welt. Anfang Herbst, bevor Boeckl als Akademieprofessor nach Wien ging, entzweiten sich jedoch die beiden Künstler. Wiederum bleibt unklar, was zum Bruch der zuvor emphatisch von beiden bekräftigten Freundschaft geführt hatte. 
Werner Berg sah sich nun zunehmend isoliert, die letzten Möglichkeiten, in größerem Rahmen mit seiner Kunst aufzutreten, wurden 1936 zunichte. Werner Berg wurde aus der Reichskammer der bildenden Künste ausgeschlossen, was die Untersagung der Berufsausübung mit Mal- und Ausstellungsverbot in Deutschland bedeutete. 1937 wurden in der Nazi-Aktion „Entartete Kunst“ nachweislich aus der Städtischen Bildergalerie Wuppertal-Elberfeld sein Ölgemälde Nächtliche Scheune (75 × 95 cm, 1931) und das Aquarell Geburtstag (1932) und aus der Städtischen Galerie Nürnberg das Tafelbild Der Rutarhof im Winter (1931) beschlagnahmt und vernichtet.
Um die Wiederaufnahme in die Reichskunstkammer zu ermöglichen und gegen fortgesetzte Anfeindungen geschützt zu sein, trat Werner Berg zum 1. Dezember 1936 der Auslandsorganisation der NSDAP bei (Mitgliedsnummer 3.065.831).
Anfang 1936 hatte der Freund Kurt Sachsse nach zunehmenden Spannungen den Rutarhof verlassen. Haltlos verbrachte er mehrere Monate in Deutschland, bevor er sich in Freiburg im Breisgau am Todestag Heinrich von Kleists erschoss. Schwere Schatten hatten sich nun auf das so enthusiastisch begonnene Projekt auf dem Rutarhof gelegt. Mauki Berg sah sich zeitweise außerstande, mit all den Beschwerden des Wirtschaftens und der Aufziehung von vier Kindern zurechtzukommen. Sie, die auch ein Studium abgeschlossen hatte, war eingespannt wie eine Magd in die Fährnisse des bäuerlichen Alltags. Auch künstlerisch war Werner Berg verunsichert. Das Programm eines betonten Primitivismus hatte er schon 1935 zur Zeit des Aufenthaltes Herbert Boeckls verlassen, ab 1936 wandte er sich einer zunehmend naturnäheren Darstellungsweise zu. Der Themenkreis seiner Bilder war nun immer mehr die Familie, der Hof und dessen unmittelbare Umgebung. Anstelle der ursprünglichen Faszination einer primitiven, exotischen Archaik suchte Werner Berg nun eine eher nüchterne, sachliche Darstellung des Landlebens.
1937 reiste Werner Berg zur Weltausstellung nach Paris. 1939 wurde die Wanderausstellung Entartete Kunst auch im vom Deutschen Reich annektierten Wien gezeigt. Werner Berg war mit dem Bild Nächtliche Scheune diffamierend vertreten.

### Kriegszeit in Skandinavien
Nach Ausbruch des Krieges absolvierte Werner Berg eine Ausbildung zum Rot-Kreuz-Sanitäter in Klagenfurt, um den Waffendienst im Falle einer möglichen Einberufung vermeiden zu können. Am 3. Mai 1940 wurde Annette, das jüngste von den fünf Kindern geboren. Im März 1941 wurde Werner Berg als Heeressanitäter einberufen, Ende April 1941 jedoch als Kriegsmaler nach Norwegen abkommandiert. Verantwortlich dafür war der von Werner Bergs Bildern beeindruckte Oberstleutnant im Generalstab, Walter Schmidt. Schmidt gehörte dem XXXVI. Gebirgskorps an, welches 1941 in Norwegen aufgestellt wurde, und befehligte von 1943 bis 1945 dessen Generalstab. Er war Werner Berg aufgrund seiner einflussreichen Stellung in den folgenden Kriegsjahren ständiger Protektor. Auf seine Veranlassung wurde Werner Berg ein unter den gegebenen Umständen doch erstaunlicher Freiraum zugestanden. So konnte er sich auf die gestellte Aufgabe der Landschaftsdokumentation beschränken und jede Propagandamalerei vermeiden. Werner Berg erkannte nach seiner Ankunft an der Front, welch ungeheure Schuld die deutschen Verbände auf sich luden. Er zeichnete die Gefallenen und Verwundeten und fertigte einfühlsame Porträts der russischen Kriegsgefangenen, etwa eines mongolischen Arztes.
Die junge Kunstjournalistin Trude Polley setzte sich seit 1941 für Werner Berg in Kärnten ein. Auch eine Teilnahme an der großen Präsentation der Kärntner Künstler in Salzburg war vorgesehen, letztlich fand Werner Bergs darstellerische Konzentration auf die slowenischsprachigen „Windischen“ das Missfallen von Helmut Bradaczek, dem für die Ausstellungskonzeption verantwortlichen Leiter der Kärntner Landesgalerie. Werner Berg war wiederum zu keinen Konzessionen in der Motivwahl bereit. Auch 1943, als Werner Bergs Förderer Erwin Bauer und Wilhelm Rüdiger seine Bilder vom Rutarhof in einer Ausstellung junger deutscher Kunst im Goethe-Museum in Weimar zeigen wollten, verhinderte dies der Einspruch einer aus Berlin eigens angeforderten Sittenkommission. Unter dem Schutz der Wehrmacht konnte Werner Berg jedoch 1943 eine Ausstellung seiner „Bilder von der Eismeerfront und aus Nordkarrelien“ im Klagenfurter Kunstverein eröffnen.
Ein Bombenangriff auf Elberfeld zerstörte Werner Bergs Elternhaus, seine Schwester Clara starb dabei. Seine Mutter war zufällig auf dem Rutarhof und verblieb fortan in Kärnten. Anfang 1944 zeigte die Galerie Welz in Wien Werner Bergs Landschaften aus Norwegen und Finnland. Die Pressebesprechungen hoben das Fehlen militärischer Motive und die sachlich ernste Konzentration auf eine kalte, weite, unberührte Landschaft hervor, deren tiefer Frieden im Gegensatz zu den Kriegsgräueln gesehen wurde. Im April 1945 besuchte Werner Berg, noch betroffen vom Tod Edvard Munchs, dessen Schwester Inger in Ekely. Den Krieg beendete Werner Berg als Obergefreiter. Er kam in ein Internierungslager nach Hamar und konnte erst im Spätherbst 1945 auf den Rutarhof zurückkehren. Die im Krieg entstandenen Arbeiten musste er bei einem befreundeten norwegischen Offizier, Ivar Wormdal, zurücklassen, der sie ihm später zurücksandte und Werner Berg auch in den entbehrungsreichen Jahren nach dem Krieg, als Malmaterial in Österreich kaum erhältlich war, mit Farbenlieferungen unterstützte.

### Rückkehr, Konflikte und Zusammenbruch
Nach seiner Rückkehr auf den Rutarhof wurde Werner Berg bei seinen Bemühungen, die österreichische Staatsbürgerschaft zu erlangen, vom Kulturreferenten Johannes Lindner und dessen Mitarbeiter, dem Dichter Michael Guttenbrunner, sehr unterstützt. 1946 trat Werner Berg dem Kärntner Kunstverein bei. Briefe verbanden ihn mit Anton Kolig, den er 1947 in Nötsch aufsuchte. Im Jänner 1947 erhielt Werner Berg mit seiner Familie die österreichische Staatsbürgerschaft. Durch seine frühere Mitgliedschaft in der NS-Partei musste er sich einer Entregistrierung nach dem Verbotsgesetz unterziehen, welche ihm jedoch eine „einwandfreie und ausgesprochen antifaschistische politische Einstellung“ bescheinigte. Die Tatsache, als einziger der Kärntner Maler in der Ausstellung Entartete Kunst vertreten gewesen zu sein, sowie seine auch zu Zeiten des NS-Regimes nicht geänderte künstlerische Zuwendung zur slowenischen Volksgruppe wurden dabei besonders hervorgehoben. Werner Berg trat dem Art Club in Wien bei.
Im Februar 1948 beendete Werner Berg die Freundschaft mit dem jungen Dichter Michael Guttenbrunner, dem er zuvor sehr zugetan war, und verwies ihn vom Hof. Gemeinsam mit Heimo Kuchling besuchte er die Biennale in Venedig. Werner Bergs Mutter starb 1949 auf dem Rutarhof. Im Jänner 1949 stellte Werner Berg in der Galerie Welz (Würthle) in Wien aus. Viktor Matejka, Kulturstadtrat von Wien, unterstützte Werner Berg durch Bildankäufe und zeigte diese auch Oskar Kokoschka, welcher sich sehr zustimmend zu den Bildern äußerte. Junge Maler wie Maria Lassnig, Arnulf Rainer, Herbert Breiter und der Grafiker Paul Flora suchten den Rutarhof auf. 1950 war Werner Berg auf der Biennale in Venedig vertreten. In Wien wurde seine Rezeption durch die offene Feindschaft Herbert Boeckls zunehmend behindert.
Bei einer Tagung zeitgenössischer Autoren und Komponisten in St. Veit traf Werner Berg die Dichterin Christine Lavant und war von ihren Gedichten und ihrer Erscheinung sehr beeindruckt. Eine schicksalhafte Liebe verband bald die beiden Künstler. Werner Berg lud Christine Lavant auf den Rutarhof ein. Seiner Frau Mauki erklärte er offen die künstlerisch geistige Notwendigkeit seiner Hinwendung zur Dichterin. 1951 entstanden auf dem Rutarhof die Bildnisse Christine Lavants.
Bergs Tochter Ursula heiratete Heimo Kuchling. Wie auch bei den späteren Heiraten der Kinder war die Loslösung vom Hof mit großen Spannungen und Konflikten verbunden.
Zu Werner Bergs fünfzigstem Geburtstag zeigte das Klagenfurter Künstlerhaus eine Werkschau. Viele Kärntner wurden bei dieser Gelegenheit auf ihn aufmerksam, darunter künftige Sammler, die ihn später durch ihre Ankäufe unabhängig machen sollten. Auch in Wien war eine Ausstellung geplant, welche durch offene Einwände Herbert Boeckls, der in Kunstkreisen großen Einfluss besaß, nicht zustande kam. Die Beziehung Werner Bergs zu Christine Lavant scheiterte. Im Jänner 1955 versuchte Werner Berg seinem Leben durch Einnahme einer starken Überdosis von Schlafmitteln ein Ende zu setzen. Er konnte unter dramatischen Umständen gerettet werden. Auf der Intensivstation zog er sich eine Lungenentzündung zu und bekam anschließend eine Hepatitis, die ihn für Monate ans Spital fesselte. Er konnte diese Krise überstehen und verarbeitete sie in der Serie der Krankenhausbilder. Offizielle und private Ankäufe erleichterten bald auch die großen wirtschaftlichen Schwierigkeiten auf dem Hof. Die Sammler seiner Bilder, die zu seinen treuesten Freunden zählten, gaben ihm in den folgenden Jahren die Gewissheit, dass ihn das Land aufgenommen hatte.

### Ausstellungen und stetes Schaffen

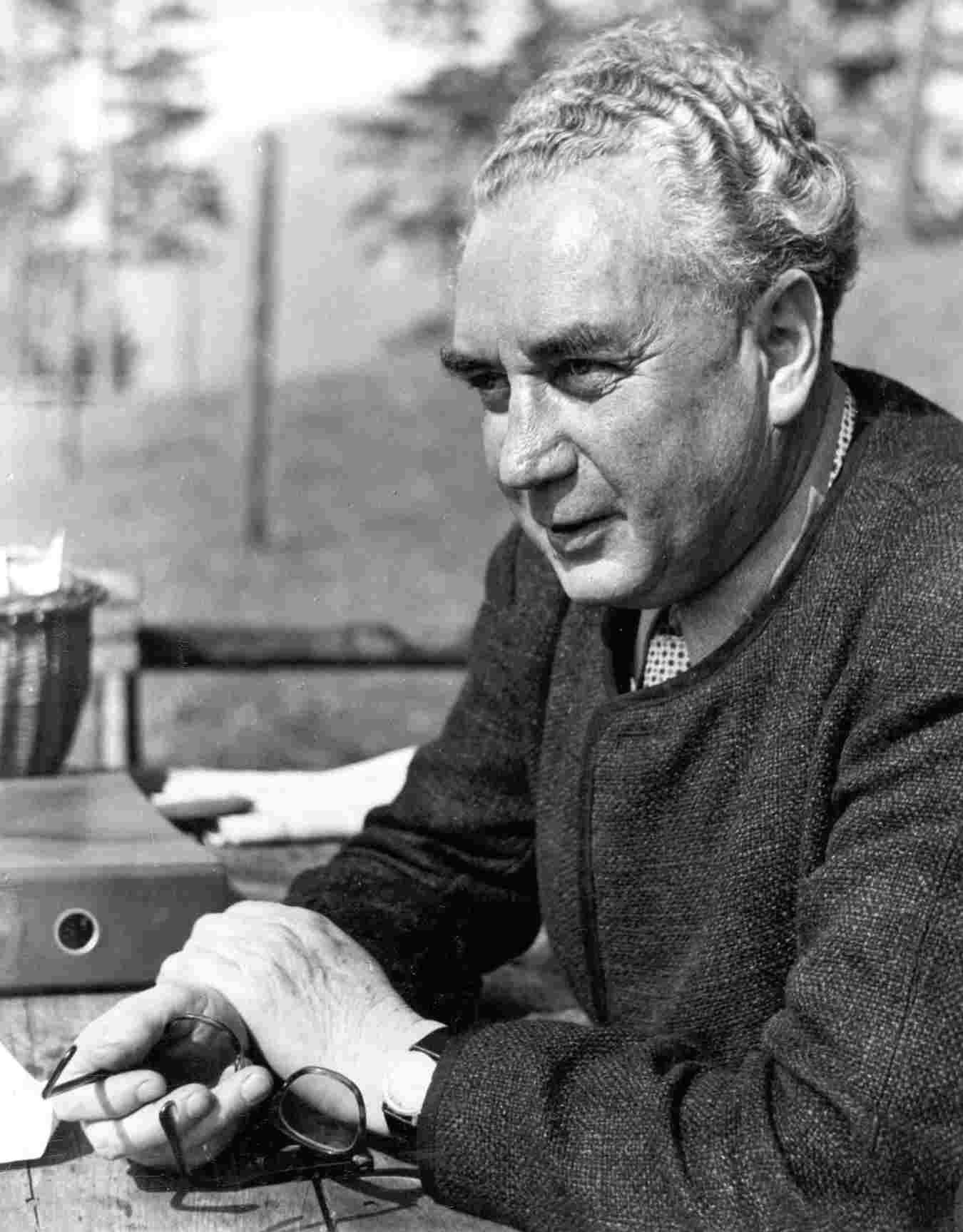
Werner Berg, 1964

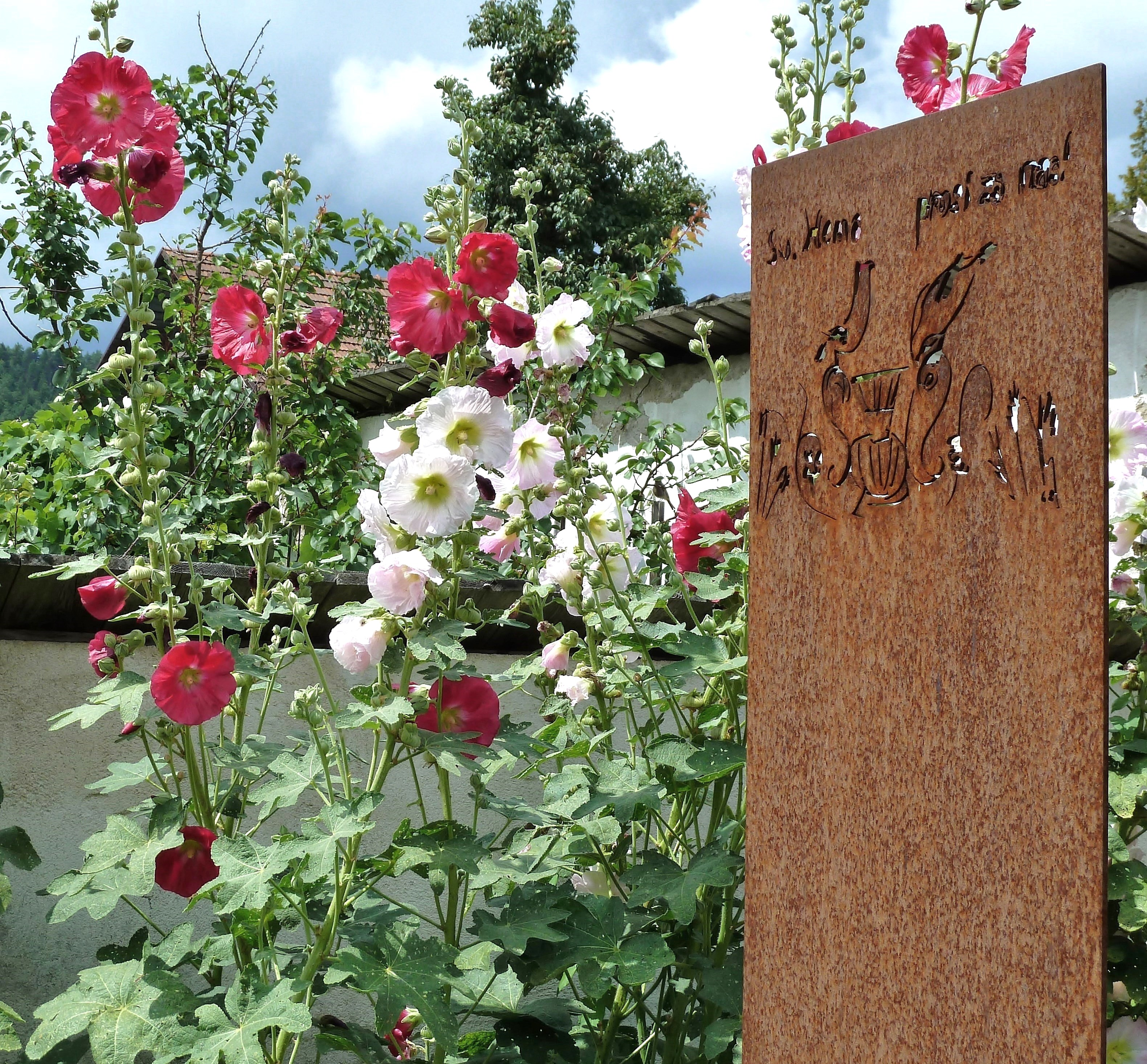
Garten des Werner Berg Museums mit Hemma-Stele von Berg

Nach der Krise des vergangenen Jahres fühlte sich Werner Berg innerlich befreit und fand bald neue Kraft für seine Kunst, der er nun mehr als jemals zuvor seine ganze Zeit und Energie widmete. Im November 1956 zeigte die Österreichische Galerie im Belvedere Werner Berg in einer Einzelausstellung. 1957 folgten Ausstellungen Werner Bergs im Österreichischen Kulturinstitut in Paris und der Modernen Galerie in Laibach. 1958 wurde Werner Bergs bisher intensivstes Schaffensjahr, es entstanden über 60 Ölbilder. War Werner Berg in früheren Jahren durch die selbstgewählte Arbeit als Bauer oft wochenlang nicht zum Malen gekommen, so wurde er nun in der Landwirtschaft weitgehend von seinem Sohn Veit und der jüngsten Tochter Annette entlastet. Die Vorbereitung einer in der Städtischen Galerie im Lenbachhaus in München 1961 gezeigten Ausstellung unterbrach noch einmal eine weitgehend unbehinderte Periode stetigen Schaffens. Danach entsagte Werner Berg für Jahre dem Ausstellungsbetrieb, der seiner Kunst auch nicht gerade wohlgesinnt war. Sämtliche an ihn herangetragenen Projekte lehnte er konsequent ab.
Der Gesundheitszustand von Mauki Berg verschlechterte sich zusehends und im November 1964 erlitt sie einen Herzinfarkt. Der Rutarhof, dessen offizielle Besitzerin Mauki Berg war, wurde an Sohn Veit übergeben. Auch die Heirat von Sohn Veit und Tochter Annette bedeutete für Werner Berg eine einschneidende Veränderung. In der UNESCO Ausstellung Friede, Humanität und Freundschaft unter den Nationen in Slovenj Gradec war Werner Berg prominent vertreten und wurde zusammen mit Henry Moore und Ossip Zadkine zum Ehrenbürger ernannt.
Auf Anregung des Bleiburger Lebzelters Gottfried Stöckl adaptierte die Stadtgemeinde Bleiburg 1968 mit Fördermitteln des Landes Kärnten ein freistehendes Haus am Hauptplatz für eine ständige Werner Berg-Präsentation. Aus Ablehnung alles Musealen wählte der Künstler den Namen Werner-Berg-Galerie für diese Einrichtung und stellte dafür eine repräsentative Auswahl aus seinem Lebenswerk zusammen. 1969 ernannte die Stadt Bleiburg Werner Berg zum Ehrenbürger. Er wollte jedoch aufgrund der Beeinträchtigung seiner Zeit- und Schaffensreserven das Bleiburger Projekt wieder aufgeben. Die schwere Krankheit seiner Frau lag wie ein Schatten auf Werner Bergs künstlerischer Produktion der späten sechziger Jahre. Die starken Farben wurden zurückgenommen, an ihre Stelle trat zunehmend eine gedämpfte, gebrochene Farbigkeit. Auch die ursprüngliche Vielfalt und Bildkraft des vorindustriellen bäuerlichen Lebens war immer seltener anzufinden, die Technisierung und Industrialisierung der Landwirtschaft veränderte auch Werner Bergs unmittelbares Umfeld. Mit der jungen Familie des Sohnes auf dem Hof ergaben sich Konflikte und Spannungen. Werner Berg konnte niemand Fremden im innersten Bereich des Hofes, der gleichzeitig seine Welt war, akzeptieren.

### Verdüsterung der letzten Lebensjahre
Als Mauki Berg am 9. April 1970 starb, hatte sich für Werner Berg „das, was einst unser Rutarhof-Leben war“, endgültig verändert. Für ein Jahr fühlte er sich unfähig zur künstlerischen Arbeit. 1971 zeigte die Moderne Galerie der Stadt Slovenj Gradec die bisher umfangreichste Retrospektive Werner Bergs. Er wurde zum Ehrenbürger seiner Heimatgemeinde Gallizien ernannt. Angeregt durch Tochter Ursula begann Werner Berg im Sommer wieder zu malen. Die Werner-Berg-Galerie der Stadt Bleiburg wurde 1972 nach großzügiger Umgestaltung des Hauses mit einer neuen Hängung als bleibende Einrichtung wiedereröffnet. 1973 erhielt Werner Berg den Kulturpreis des Landes Kärnten. Kristian Sotriffer veröffentlichte ein Werkverzeichnis der Holzschnitte. Es erschien ein umfassender Katalog zur ständigen Sammlung der Werner-Berg-Galerie, eingeleitet von Trude Polley. Dies wurden die letzten Bücher, deren Produktion Werner Berg zustimmte. Immer wieder erteilte er in den folgenden Jahren den an ihn herangetragenen Wünschen um Publikationen oder Ausstellungen eine Absage, um sich ganz auf sein Werk konzentrieren zu können. Seine letzten Lebensjahre waren von großer künstlerischer Produktivität gekennzeichnet.
Werner Bergs Lebenssituation auf dem Rutarhof verdüsterte sich zunehmend. Ständig intensiv mit Literatur und Geistesleben seiner Zeit beschäftigt, widmete er sich nun neuerlich besonders eingehend dem Werk Jean Amérys und der Thematik des Holocaust. Konflikte mit der jungen Familie auf dem Rutarhof belasteten ihn. Er wohnte in seinen letzten Lebensjahren allein in einem kleinen „Ausziehhäuschen“ neben seinem Atelier. 1979 drehte der Regisseur Wolfgang Lesowsky unter dem Titel Das Ungeheure begreift nie der Sichre einen umfassenden Dokumentarfilm über Werner Berg. 1980/81 entstanden in einer nochmaligen ungeheuren Schaffensanstrengung über 100 neue Holzschnitte. Im Sommer 1981 erhielt Werner Berg das Österreichische Ehrenzeichen für Wissenschaft und Kunst. Seinen engsten Freunden sandte er „Letzte Grüße“. Am 7. September wurde Werner Berg tot in seinem Atelier auf dem Rutarhof aufgefunden. Er wurde seinem Wunsch gemäß anonym an einem geheimen Ort bestattet. Heute weiß man, dass dies am Gräberfeld auf dem Salzburger Kommunalfriedhof geschah. In seinem Testament hatte er den Bilderbestand der Werner-Berg-Galerie in Bleiburg als Stiftung der Öffentlichkeit vermacht.

## Zum Werk
Werner Berg war fasziniert, archaische Lebenszusammenhänge in Unterkärnten als tägliche Wirklichkeit vorzufinden. Der Begriff der Wirklichkeit selbst hatte für ihn eine weit über das logisch erfassende Verständnis hinausreichende, mythische Dimension. Er hatte früh erkannt, dass das Mysterium des Daseins rational nicht zu durchdringen sei. Die erlebte Wirklichkeit sollte ihm nun dazu verhelfen, es im Bild zu erfassen. „Was gibt es Geheimnisvolleres als die Klarheit?“ Dieser Satz Paul Valérys wurde sein Wahlspruch – er umfasst die ganze Spannweite seiner Kunst. In seinen Bildern fand er zum Mythos als bildhafter, sich der sprachlichen Erklärung verschließender Weltdeutung. Alle Lebensgegebenheiten gewannen für ihn Dingcharakter und wurden zum „Gegenstand“, den er eindringlich beschwor. Motive der bäuerlichen Themenwelt kennzeichnen Werner Bergs unverwechselbare Arbeiten. Da er sich selbst permanent einer fordernden und zuweilen bedrohlichen Umgebung ursprünglicher Lebensgegebenheiten aussetzte, konnte er auch den einfachsten Begebenheiten seiner kleinen, ländlichen Welt mythische Dimension abgewinnen. Für den durch seinen Bauernalltag permanent „im Vorlande des Naturreichs“ exponierten Werner Berg erhielten die Dinge wortwörtlich unheimliche Bedeutung. Ob im Zueinander seiner Figuren und deren untrennbarem Eingewobensein in die Landschaft, in Haltung und Blick seiner Protagonisten, im Glühen seiner Blumenbilder oder der Schwingung seiner Nachtlandschaften – immer wieder scheinen in seiner Bildverwandlung selbst die einfachsten Motive ihre geheime Tiefe zu offenbaren. Dabei sind seine Bilder keineswegs „literarisch“ – vielmehr vermitteln seine zu größter Einfachheit verdichteten Bildsignale sprachlich kaum zu erfassende Dimensionen. Der Bleiburger Galerieleiter Gottfried Stöckl beschrieb treffend, wie sich die Bilder Werner Bergs dabei einer Interpretation entzögen: „Einerseits erscheinen sie von einer Klarheit, die jedes Wort erübrigt. Andererseits wieder sind sie voll Geheimnis, hinter das das Wort nicht zu dringen vermag.“

## Landschaft
Es gibt kaum eine Landschaft, die eine so tiefschürfende Dokumentation und Interpretation erfahren hat, wie das Kärntner Unterland durch Werner Berg, und es gibt kaum einen Maler, der sich so ausschließlich auf eine Landschaft konzentriert hat wie Werner Berg auf das Kärntner Unterland.
Im Südosten Kärntens, nur wenige Kilometer von der Grenze zu Slowenien entfernt, liegt am Fuße der Petzen die malerische, alte Stadt Bleiburg. Auf der Fahrt schon bezaubert der Reiz einer Landschaft von herber Schönheit. In den geduckten Bauerndörfern mit der Kette der Karawanken im Hintergrund, den Menschen unterwegs, den Feldern und Höfen, wird man unmittelbar mit Motiven des Malers und Holzschneiders Werner Berg konfrontiert. Das Museum des 1981 verstorbenen Werner Berg ist zu einem Anziehungspunkt für Kunstliebhaber aus ganz Europa geworden. Die Bilder Werner Bergs, dessen künstlerischer Ausgangspunkt der deutsche Expressionismus war, gewähren tiefe Einblicke in die Seele der Unterkärntner Landschaft und der dort lebenden Menschen.